# Vladimir Aleksandrovich Voevodsky
Vladimir Voevodsky (tiếng Nga: Владимир Воеводский, 4 tháng 6 năm 1966 – 30 tháng 9 năm 2017) là một nhà toán học người Nga. Nghiên cứu của ông bao gồm phát triển một lý thuyết đồng luân cho đa tạp đại số và thiết lập đối đồng điều động lực (motivic cohomology) đã dẫn đến giải huy chương Fields năm 2002. Ông cũng được biết đến với công trình chứng minh giả thuyết Milnor và các giả thuyết Bloch-Kato motivic, và với nền tảng univalent cho toán học và lý thuyết hình thái đồng luân.

## Tiểu sử
Voevodsky học tại Đại học Quốc gia Moskva và nhận được bằng tiến sĩ về toán học ở đại học Harvard năm 1992, dưới sự hướng dẫn của David Kazhdan. Hiện tại ông là giáo sư tại viện nghiên cứu cao cấp Princeton ở Princeton, New Jersey.
Nghiên cứu của Voevodsky nằm ở sự giao thoa của hình học đại số với tô pô đại số. Cùng với Fabien Morel, Voevodsky đưa ra một lý thuyết đồng luân cho các giản đồ. Ông cũng thiết lập lên dạng đúng của đối đồng điều động lực (motivic cohomology), và sử dụng công cụ mới này ông đã chứng minh được phỏng đoán Milnor liên hệ giữa lý thuyết–K Milnor của trường với đối đồng điều étale của nó. Vì công trình này, ông được trao huy chương Fields, cùng với Laurent Lafforgue, tại Hội nghị Toán học Thế giới lần thứ 24 tổ chức tại Bắc Kinh, Trung Quốc.
Ông là đồng tác giả (với Andrei Suslin và Eric M. Friedlander) về công trình Cycles, Transfers and Motivic Homology Theories, trong đó phát triển lý thuyết đối đồng điều động lực ở một số chi tiết.
Tháng 1 năm 2009, tại hội nghị kỷ niệm nhà toán học Alexander Grothendieck của IHES, Voevodsky thông báo rằng ông đã chứng minh được hoàn toàn phỏng đoán Bloch – Kato.